# José María Linares (provins)

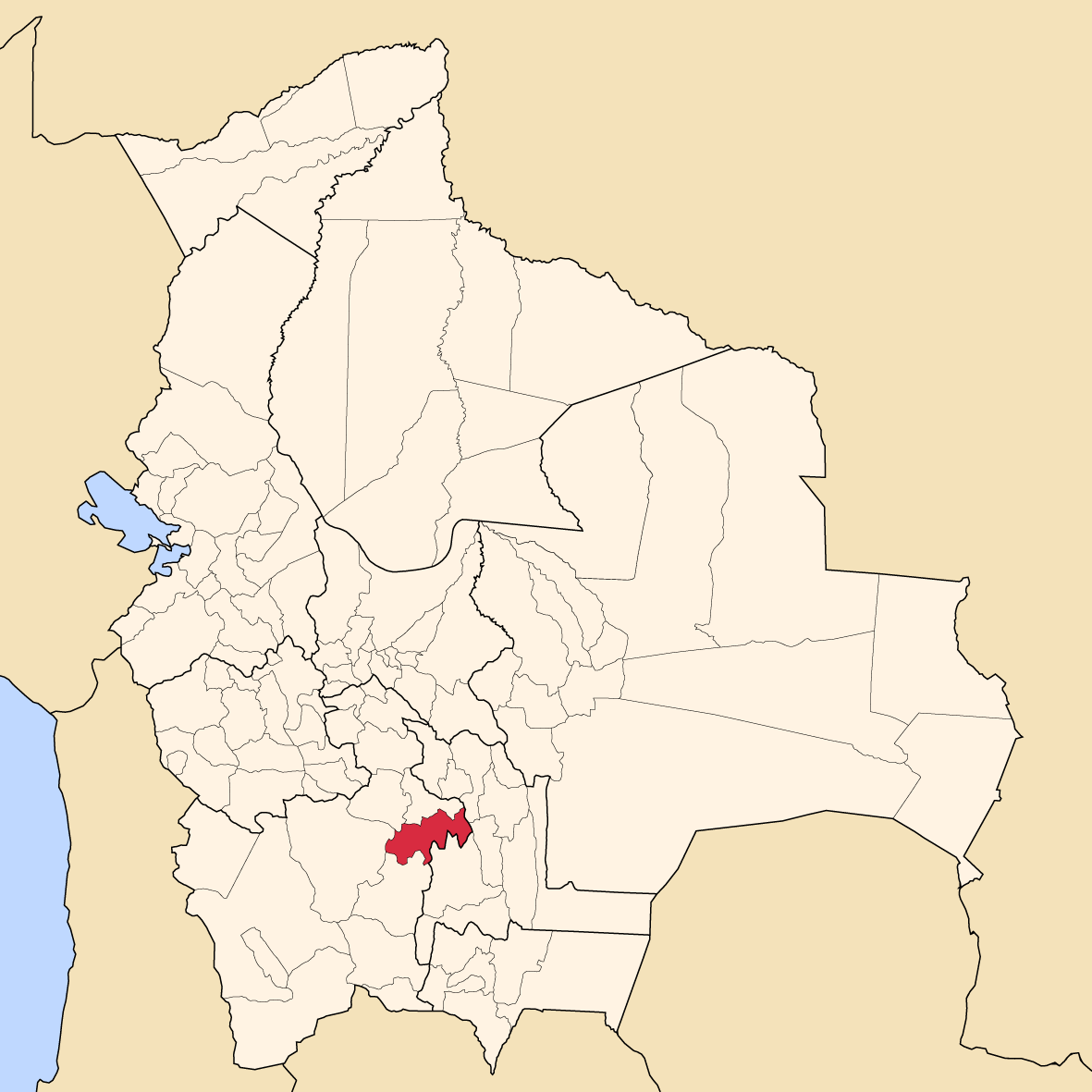
Provinsens läge i Bolivia

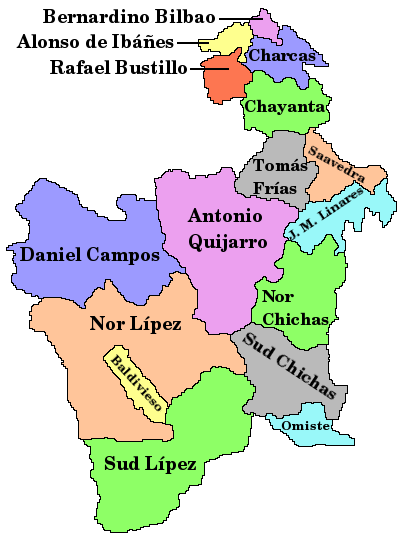
Provinser i Potosí

José María Linares är en provins i departementet Potosí i Bolivia. Den administrativa huvudorten är Puna.